# Wakefield (película)
Wakefield es una película de comedia dramática estadounidense de 2016 escrita y dirigida por Robin Swicord y protagonizada por Bryan Cranston y Jennifer Garner. Está basada en el cuento homónimo de 2008 de E. L. Doctorow publicado en The New Yorker, que a su vez se inspiró en el cuento homónimo de 1835 de Nathaniel Hawthorne.
La película tuvo su estreno mundial en el Festival de Cine de Telluride el 2 de septiembre de 2016 y se estrenó en Estados Unidos el 19 de mayo de 2017.

## Trama
Howard Wakefield, un exitoso abogado de la ciudad de Nueva York, no está contento con su matrimonio de quince años con Diana, una bella curadora de arte y ex bailarina. Usaron el coqueteo con otras personas para agregar emoción a su vida sexual, pero Diana pronto comienza a resentirse por ello. Una noche, Howard regresa tarde a casa después de su viaje, que se vio interrumpido y retrasado por un corte de energía generalizado, y se distrae con un mapache que ve entrando a su garaje, que está separado de la casa. Persigue al mapache hasta el ático del garaje y se da cuenta de que tiene una vista perfecta de su casa, donde su esposa y sus dos hijas, Taylor y Giselle, están cenando. Él ignora las llamadas de su esposa y se divierte ante su evidente enfado, pero se siente insultado cuando ella, enojada, tira su plato de cena en lugar de guardárselo. Para evitar una pelea, decide esperar un poco para entrar a la casa, pero termina quedándose dormido.
A la mañana siguiente, Howard se da cuenta de que Diana nunca creerá su historia de haber pasado la noche en el garaje e insistirá en que estaba teniendo una aventura, por lo que planea esperar a que ella se vaya a trabajar antes de entrar. En cambio, se sorprende cuando, después de encontrar su coche todavía en el garaje, ella llama a la policía para denunciar su desaparición. Howard se siente mal cuando ve llorar a Diana, pero antes de que pueda entrar, su autoritaria suegra, Babs, aparece para consolarla. Babs y Diana parecen discutir sobre su ausencia, y Diana le muestra a su madre que no hay evidencia de que haya tomado dinero para huir. Howard finalmente entra a ducharse después de que Diana se va a trabajar, planeando simplemente lidiar con las consecuencias de su ausencia, antes de que comience a resentirse por la idea de que ella continúe con su rutina después de su desaparición. Se da cuenta de que su desaparición probablemente sea un alivio para ella, creyendo que probablemente piensa que se casó con el hombre equivocado. Limpia cualquier evidencia de que estuvo en la casa, toma algo de comida de la despensa y regresa al garaje.
Howard está encantado de abandonar todas sus responsabilidades y le divierte que la gente seguramente sospeche de la participación de su esposa en su desaparición, del mismo modo que le divierte verla abordar las tareas que solían ser su responsabilidad. Se siente liberado y libre mientras pasa su tiempo resolviendo rompecabezas, leyendo y observando a su familia y sus vecinos. También se da cuenta felizmente de que está viendo más de la vida de sus hijas que antes. Durante los primeros días, continúa robando comida y comodidades de su casa. Pronto se da cuenta de que ya no le importa tener clientes ni estar recién duchado y afeitado, y promete no quitar nada de su antigua vida ni gastar el dinero que tiene en su billetera. Comienza a buscar comida cada noche en la basura y en las duchas del baño del patio trasero construido por su vecino, el Dr. Sondervan, que dirige un pequeño hogar para jóvenes con discapacidad mental.
A medida que pasan los meses y le crece la barba y el pelo largo, Howard es libre de caminar por la ciudad durante el día, donde la gente lo considera un vagabundo. Las únicas personas que descubren su presencia son Herbert y Emily, dos de los residentes del Dr. Sondervan, quienes un día lo siguen hasta el ático. Reflexiona sobre el comienzo de su relación con Diana, a quien conoció cuando ella salía con su mejor amigo Dirk Morrison, un comerciante de Wall Street extremadamente competitivo. A través de la manipulación y la deshonestidad, Howard logró alejar a Diana de Dirk y, al recordarlo, Howard se pregunta si alguna vez la amó de verdad. Sin embargo, se da cuenta de que simplemente desapareciendo, tiene ventaja a la hora de controlar su vida amorosa. Si él se hubiera divorciado de ella, ella sería libre de salir con otros hombres, pero mientras él está desaparecido en circunstancias misteriosas, ella no puede pasar fácilmente a otro hombre.
A medida que el verano se convierte en otoño, Howard ya no disfruta de su libertad, sino que se siente prisionero de sus decisiones. Tiene una epifanía y se da cuenta de que había sido un marido y padre egoísta, celoso y resentido, que se hizo pasar por una víctima. Si bien se siente feliz de estar libre de sí mismo, también siente que su familia es más feliz sin él. También se da cuenta de que nunca ha amado más a Diana y un día sale a la acera, pero Diana no lo reconoce.
Diana parece estar desarrollando una relación romántica y Howard se sorprende cuando ve que es con Dirk. Howard supone que Dirk probablemente le habría contado a Diana las mentiras que dijo que los separaron hace años. Esta vez decide darle a Diana una oportunidad honesta de elegir con quién quiere estar. Después de limpiarse y comprarse un traje nuevo, Howard reúne el coraje para regresar a su casa. Mientras ve a su esposa e hijas decorando el árbol de Navidad, las imagina llenas de alegría por su regreso, y también imagina un segundo escenario en el que responden con horror. Hace una pausa y luego entra por la puerta principal y anuncia: "Estoy en casa".

## Elenco
- Bryan Cranston como Howard Wakefield[3]
- Jennifer Garner como Diana Wakefield[4]
- Beverly D'Angelo como Babs, la madre de Diana.
- Jason O'Mara como Dirk Morrison, ex amigo de Howard y exnovio de Diana.
- Ian Anthony Dale como Ben Jacobs, abogado de la firma de Howard.
- Alexander Zale como el Dr. Sondervan, el vecino de al lado de los Wakefield
- Pippa Bennett-Warner como Emily, pupila del Dr. Sondervan para personas con discapacidad mental
- Isaac Leyva como Herbert, pupilo del Dr. Sondervan para discapacitados mentales.
- Ellery Sprayberry como Giselle Wakefield, la hija adolescente de Howard y Diana
- Victoria Bruno como Taylor Wakefield, la hija adolescente de Howard y Diana
- Tracey Walter como hombre sin hogar

## Producción
El 11 de noviembre de 2015 se anunció que Robin Swicord dirigiría una película dramática basada en el cuento "Wakefield" de EL Doctorow, después del cuento del mismo título de Nathaniel Hawthorne. Bonnie Curtis y Julie Lynn producirían la película a través de Mockingbird Pictures, junto con Elliott Webb como coproductor. Swicord había escrito el guion después de reunirse con Doctorow y discutir sus ideas sobre cómo presentar la historia en una película. Ella dijo: "Tuve que cuestionar realmente la historia antes de reunir el coraje para reunirme con Doctorow, porque sabía que él iba a querer saber qué tipo de película iba a ser. Lo conocí y tuvimos grandes conversaciones. Le enviamos correos electrónicos y hablamos por teléfono, y comenzamos el proceso de lograr que confiara en que teníamos todos los objetivos bajo control".
El rodaje de la película comenzó el 30 de noviembre de 2015 en Pasadena, California, y finalizó el 8 de enero de 2016.

## Estreno
La película tuvo su estreno mundial en el Festival de Cine de Telluride el 2 de septiembre de 2016. Salió a la pantalla en el Festival Internacional de Cine de Toronto el 9 de septiembre de 2016. Poco después, IFC Films adquirió los derechos de distribución de la película y la programó para un estreno limitado el 19 de mayo de 2017. La película ha ganado $ 262.566 en la taquilla de América del Norte y $ 611.588 en el extranjero hasta el 20 de julio de 2017.

### Respuesta crítica
En Rotten Tomatoes, la película tiene una calificación de "Certified Fresh" del 72% basada en 63 reseñas, con una calificación promedio de 6,4/10. El consenso crítico del sitio dice: "Gracias a una actuación poderosa y comprometida de Bryan Cranston, Wakefield es un estudio fascinante de un personaje decididamente desagradable". En Metacritic, la película tiene una puntuación media ponderada de 62 sobre 100, basada en 24 críticas, lo que indica "críticas generalmente favorables".
Richard Roeper, del Chicago Sun-Times, escribió: "En esta pieza inquietante, oscuramente divertida y elegíaca, Cranston muestra una vez más una habilidad casi incomparable para hacer que nos gusten y nos importen los hombres que son egoístas, impetuosos e imprudentes, y que aún así parecen Tienen un núcleo de decencia enterrado en lo más profundo de su ser". Peter Travers de Rolling Stone escribió: "El papel es bestial, y Cranston, en un tour de force de gravedad conmovedora y humanismo doloroso, da todo lo que tiene. Es sorprendente verlo y es una actuación de calibre premiado de un actor que sigue dando sorpresas".  En RogerEbert.com, el crítico Glenn Kenny dijo que Swicord "ha hecho una película inteligente, intrigante, a veces provocativa y a menudo extrañamente conmovedora de Wakefield ", que calificó de "una especie de maravilla".